# Sankt Ignatios andliga akademi
Sankt Ignatios andliga akademi var ett svenskt panortodoxt prästseminarium. I ledningen för seminariet satt ortodoxa biskopar som har sina säten i Sverige, både en bysantinskt ortodox och flera orientaliskt ortodoxa. 2012 ersatttes akademin med Stiftelsen Sankt Ignatios.
Utbildningsinstitutionen grundades 2009 och hade till en början en linje: Ett år för kyrkan - baskurs i östkyrkliga studier och bildning. I dag finns flera utbildningar. Sankt Ignatios andliga akademi har fått ekonomiskt stöd för att ha Allmän kurs för grundläggande behörighet till gymnasienivå. Dessutom har man webbaserade kurser, prästutbildning samt Lettre Ecclésiale. Högskoledelen av utbildningen utförs i samarbete med Enskilda högskolan Stockholm, som installerat Samuel Rubenson som professor i östkyrkliga studier.